# Parc national Lagunas de Chacahua
Le parc national Lagunas de Chacahua (espagnol : Parque nacional Lagunas de Chacahua) est un parc national du Mexique situé au Oaxaca. Il a une superficie de 141,87 km2 créé le 9 juillet 1937. Il a été désigné site Ramsar en 2008.